# Andorra Sobirana
Andorra Sobirana és un partit andorrà d'ideologia sobiranista i euroescèptic liderat per Eusebi Nomen Calvet, antic conseller general del partit Andorra pel Canvi i que es presentarà a les eleccions al Consell General d'Andorra de 2019. En paraules del seu lider i fundador, Eusebi Nomen, el partit es declara transversal i amb gent "independent". També defineix el partit com a "de gent del poble" i "sobiranista", recalcant que la sobirania d'Andorra “s'ha regalat” i “cedit” a favor d'una “pretesa homologació internacional” que ha acabat comportant “un empobriment intern del país” rebutjant així l'acord d'associació amb la Unió Europea qualificant-lo d'"obsolet". El partit encara no ha revelat els noms a les candidatures, el nom del candidat a cap de govern ni si es presentaran també a les llistes parroquials.